# Millennium Ecosystem Assessment
Beim Millennium Ecosystem Assessment (MA) handelt es sich um eine groß angelegte und von den Vereinten Nationen initiierte Studie, mit der ein systematischer Überblick über den globalen Zustand von 24 Schlüssel-Ökosystemdienstleistungen erstellt wurde. UN-Generalsekretär Kofi Annan gab im Jahr 2001 den Auftrag zu seiner Durchführung. Die Gesamtkosten betrugen 24 Millionen US-Dollar.

## Berichte
Die Ergebnisse des MA wurden im Laufe des Jahres 2005 veröffentlicht. Darin wurde deutlich, dass sich die Erde in einem Zustand der Degradation befindet. 60 % oder 15 von 24 untersuchten Ökosystemdienstleistungen befanden sich in einem Zustand fortgeschrittener und/oder anhaltender Zerstörung.
Unter der themenübergreifenden Überschrift „Ecosystems & Human Wellbeing“ wurden 2005 sechs Berichte veröffentlicht: ein zusammenfassender Gesamtbericht und fünf Berichte zu folgenden Themenbereichen:
- Desertifikation,
- Artenvielfalt bzw. Biodiversität,
- Wetlands & Water,
- Gesundheit,
- Business and Industry.

Die erstgenannten drei Berichte stehen in Zusammenhang mit entsprechenden internationalen Konventionen: dem Übereinkommen der Vereinten Nationen zur Bekämpfung der Wüstenbildung, der Biodiversitätskonvention und dem Übereinkommen über Feuchtgebiete (Ramsar-Konvention).

## Prozess
Das Assessment erfolgte durch die Sichtung einer großen Menge an wissenschaftlicher Literatur. Nach einem sehr grob vergleichbaren, auch beim Intergovernmental Panel on Climate Change (IPCC) zur Anwendung kommenden Peer-Review-Verfahren arbeiteten über 1.300 Autoren aus 95 Ländern an der Erstellung der Berichte mit. Zudem wurden neben einem globalen Assessment über 20 subglobale Bewertungen verfasst, die das Konzept der Ökosystemdienstleistungen auf andere Regionen übertragen und untersuchen.
Ein Board, das sich aus Repräsentanten von UN-Organen, wissenschaftlichen Organisationen, aus dem privaten Sektor, aus der Zivilgesellschaft und von indigenen Organisationen zusammensetzte, leitete den Forschungsprozess. Das Umweltprogramm der Vereinten Nationen (UNEP) übernahm die Koordinierungsfunktion eines zusätzlichen 15-köpfigen Assessment Panels sowie eines Review Boards.

## Ergebnisse
Vier Ergebnisse hebt das MA besonders hervor:
- In den vergangenen 50 Jahren sind die Ökosysteme und ihre Dienstleistungen größeren Gefahren und größeren Belastungen ausgesetzt gewesen als je zuvor in der menschlichen Geschichte. Dieser Prozess hat sich mit fortschreitender Zeit beschleunigt, da die menschlichen Bedürfnisse nach Ressourcen exponentiell ansteigen.
- Während bestimmte für die Entwicklung benötigte Ökosystemdienstleistungen ausgeweitet werden konnten, wurden andere gleichzeitig ernsthaft beschädigt. Diese Schäden werden weitere schwere Auswirkungen in der Zukunft nach sich ziehen.
- Die beobachteten Degradationen sind ein Hindernis bei der Einhaltung der UN-Millennium-Entwicklungsziele. Die Pläne zur Abschaffung des Hungers und von Seuchen auf der ganzen Welt können mit solch ausgeprägten Umweltschäden nicht erreicht werden.
- Es bestehen Möglichkeiten, mit denen viele dieser Probleme gelöst und gleichzeitig die Entwicklung der ärmsten Länder voranschreiten könnte, aber hierfür fehlen die institutionellen sowie finanziellen Voraussetzungen.